# Sara Doshō

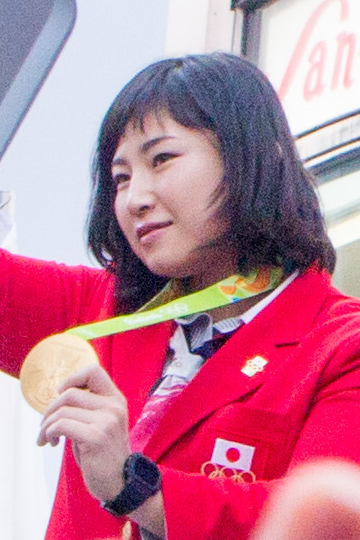
Sara Doshō

Sara Doshō (jap. 土性 沙羅, Doshō Sara; * 17. Oktober 1994 in Matsusaka) ist eine japanische Ringerin. Sie wurde 2016 in Rio de Janeiro Olympiasiegerin in der Gewichtsklasse bis 69 kg Körpergewicht.

## Werdegang
Sara Doshō begann als Jugendliche 2003 mit dem Ringen. Sie ist Studentin und trainiert im Shigakkan University Wrestling Club Aichi. Ihr Trainer ist Kazuhito Sakae. Bei einer Größe von nur 1,59 Metern kämpfte die untersetzte Athletin zunächst in der Gewichtsklasse bis 67 kg und seit 2014 in der Gewichtsklasse bis 69 kg Körpergewicht.
Im Juniorenalter gewann sie 2009 in Pune, Indien, den asiatischen Meistertitel der Altersgruppe Juniors in der Gewichtsklasse bis 65 kg Körpergewicht und 2011 in Bukarest den Junioren-Weltmeistertitel in der Gewichtsklasse bis 67 kg. 2012 belegte sie in Pattaya bei der Junioren-Weltmeisterschaft in der gleichen Gewichtsklasse hinter der Kanadierin Dorothy Yeats und der Russin Swetlana Babuschkina den 3. Platz.
Als Sechzehnjährige wurde Sara Doshō 2010 schon japanische Vizemeisterin bei den Frauen in der Gewichtsklasse bis 67 kg. Diesen Erfolg wiederholte sie 2011. Seit 2012 wurde sie dann fünfmal in Folge japanische Meisterin, 2012 und 2013 in der Gewichtsklasse bis 67 kg und 2014 bis 2016 in der Gewichtsklasse bis 69 kg Körpergewicht.
2013 wurde sie erstmals bei einer Weltmeisterschaft der Frauen eingesetzt. Dabei kam sie in Bukarest im Kampf um die Bronzemedaille zu einem Sieg über Aline Focken aus Deutschland. Vorher hatte sie im Halbfinale gegen Alina Stadnyk-Machynja aus der Ukraine verloren. 2014 besiegte Sara Doshō bei der Weltmeisterschaft in Taschkent in der Gewichtsklasse bis 69 kg u. a. die amtierende Weltmeisterin Alina Stadnyk-Machynja und die Olympiasiegerin von 2012 in der Gewichtsklasse bis 72 kg Natalja Worobjowa aus Russland, gegen die sie mit 5:3 Punkten gewann. Im Finale stand sie Aline Focken gegenüber und führte bis wenige Sekunden vor Ende des Kampfes nach Punkten, als Aline Focken buchstäblich in letzter Sekunde des Kampfes eine "Zweier"-Wertung gelang, die die knappe 4:5-Punkt-Niederlage von Sara Doshō besiegelte. Diese musste sich deshalb mit dem Vize-Weltmeistertitel begnügen.
Bei der Weltmeisterschaft 2015 in Las Vegas verlor Sara Doshō in der Gewichtsklasse bis 69 kg im Viertelfinale gegen die Chinesin Zhou Feng, sicherte sich aber mit Siegen über Martina Kuenz, Österreich und Nasanburmaa Ochirbat aus der Mongolei noch eine Bronzemedaille. Zum Höhepunkt ihrer bisherigen Laufbahn wurden dann die Olympischen Spiele 2016 in Rio de Janeiro. Sie besiegte dort in der Gewichtsklasse bis 69 kg Alina Stadnyk-Machynja, Buse Tosun, Türkei, Dorothy Yeats und Jenny Fransson aus Schweden und stand damit im Endkampf Natalja Worobjowa gegenüber. Natalja Worobjowa führte in diesem Kampf bis 25 Sekunden vor Schluss mit 2:0 Punkten (2 "Einser"-Wertungen). Dann gelang Sara Doshō durch einen Beinangriff eine "Zweier"-Wertung, womit sie den Kampf beim Stand von 2:2 Punkten durch die größere Wertung gewonnen hatte. Damit war sie Olympiasiegerin.
Im Mai 2017 siegte Sara Doshō bei der Asienmeisterschaft in New Delhi in der Gewichtsklasse bis 69 kg vor Divya Kakaran, Indien, Zhou Feng und Park Hyeon-yeong, Südkorea. Im August dieses Jahres holte sie sich dann in Paris in der gleichen Gewichtsklasse ihren ersten Weltmeistertitel. Auf dem Weg zu diesem Erfolg besiegte sie Koumba Selene Fanta Larroque aus Frankreich, Anastasia Bratschikowa aus Russland, Martina Kuenz aus Österreich und ihre alte Rivalin Aline Focken. Im Dezember 2017 wurde sie in der Gewichtsklasse bis 68 kg auch japanische Meisterin vor Mai Hayakawa, Umi Fukushima und Chiaki Iijima.
Im März 2018 stand Sara Dosho beim Mannschafts-Welt-Cup in Takasaki in der japanischen Mannschaft. Sie kam in der Vorrunde im Kampf gegen Kanada zu einem Sieg über Danielle Lappage. In diesem Kampf verletzte sie sich aber so schwer, dass sie alle wichtigen internationalen Meisterschaften dieses Jahres verpasste. Erst im Dezember 2018 konnte sie wieder ringen und wurde wieder japanische Meisterin in der Gewichtsklasse bis 68 kg vor Rio Watari.
Im März 2019 wurde Sara Doshō im chinesischen Xi’an in der Gewichtsklasse bis 68 kg auch wieder Asienmeisterin. Im Finale bezwang sie dabei Zhou Feng aus China. Im Juni 2019 siegte sie beim Meiji-Cup in Tokio, dem für die Nominierung für die Weltmeisterschaft maßgebenden Turnier in der gleichen Gewichtsklasse vor Masako Furuichi und Rio Watari. Im Finale siegte sie allerdings nur knapp mit 4:3 Punkten über Masako Furuichi.

## Internationale Erfolge
| Jahr | Platz | Wettbewerb                                               | Gewichtsklasse | Ergebnisse |
| 2009 | 1.    | Asiatische Juniorenmeisterschaft (Cadets) in Pune/Indien | bis 65 kg      | vor Gulbachit Nurgasijewa, Kasachstan |
| 2011 | 5.    | Golden-Grand-Prix in Krasnojarsk                         | bis 67 kg      | hinter Darima Sanschejewa, Julia Maksimowa Bartnowskaja, Oksana Nagornich und Anastasia Pawlowna, alle Russland                                                                                          |
| 2011 | 1.    | Golden-Grand-Prix in Baku                                | bis 67 kg      | vor Darima Sanschejewa, Natalja Palamartschuk, Ukraine und Sumrud Gurbanhadschijewa, Aserbaidschan |
| 2011 | 1.    | Junioren-WM (Juniors) in Bukarest                        | bis 67 kg      | nach Siegen über Tao Rongrong, China, Kiymot Kocygit, Türkei, Galina Lewtschenko, Weißrussland und Adeline Gray, USA                                                                                     |
| 2012 | 1.    | Golden-Grand-Prix in Krasnojarsk                         | bis 67 kg      | vor Julia Maksimowa Bartnowskaja, Natalja Kuksina, beide Russland und Tatjana Sacharowa, Kasachstan |
| 2012 | 6.    | Asienmeisterschaft in Gumi/Südkorea                      | bis 67 kg      | nach einer Niederlage gegen Liu Xinyi, China |
| 2012 | 5.    | Welt-Cup in Tokio                                        | bis 67 kg      | hinter Xu Xaiyan, China, Gosal Sutowa, Aserbaidschan, Nasanburmaa Ochirbat, Mongolei und Alina Stadnyk-Machynja, Ukraine                                                                                 |
| 2012 | 3.    | Junioren-WM (Juniors) in Pattaya                         | bis 67 kg      | hinter Dorothy Yeats, Kanada und Swetlana Babuschkina, Russland |
| 2012 | 3.    | Golden-Grand-Prix in Baku                                | bis 67 kg      | hinter Nadeschda Muschka, Aserbaidschan und Veronica Carlson, USA |
| 2013 | 1.    | Universiade in Kasan                                     | bis 67 kg      | vor Nasanburmaa Ochirbat, Stacie Anaka, Kanada und Alina Stadnyk-Machynja |
| 2013 | 3.    | WM in Budapest                                           | bis 67 kg      | nach Siegen über Luz Clara Vazquez, Argentinien, Daria Osocka, Polen und Leida Marcela Izquierdo, Kolumbien, einer Niederlage gegen Alina Stadnik Machinja und einem Sieg über Aline Focken, Deutschland |
| 2014 | 1.    | Asienmeisterschaft in Almaty                             | bis 69 kg      | nach Siegen über Yang Bin, China, Navjot Kaur, Indien und Tumentsetseg Sharkhuun, Mongolei |
| 2014 | 2.    | WM in Taschkent                                          | bis 69 kg      | nach Siegen über Adina Popescu, Rumänien, Alina Stadnyk-Machynja, Jenny Fransson, Schweden und Natalja Worobjowa, Russland und einer Niederlage gegen Aline Focken                                       |
| 2015 | 3.    | WM in LAs Vegas                                          | bis 69 kg      | nach Siegen über Kristina Fedoraschko, Weißrussland und Alina Stadnik Machinja, einer Niederlage gegen Zhou Feng, China und Siegen über Martina Kuenz, Österreich und Nasanburmaa Ochirbat               |
| 2016 | 1.    | Asienmeisterschaft in Bangkok                            | bis 69 kg      | vor Elmira Syzdykowa, Kasachstan, Bolortungalag Tsorigt, Mongolei und Wang Jiao, China |
| 2016 | Gold  | OS in Rio de Janeiro                                     | bis 69 kg      | nach Siegen über Alina Stadnyk-Machynja, Buse Tosun, Türkei, Dorothy Yeats, Jenny Fransson und Natalja Worobjewa                                                                                         |
| 2017 | 1.    | Asienmeisterschaft in New Delhi                          | bis 69 kg      | nach Siegen über Elmira Syzdykowa, Feng Zhou und Divya Kakran, Indien |
| 2017 | 1.    | WM in Paris                                              | bis 69 kg      | nach Siegen über Koumba Selene Fanta Larroque, Frankreich, Anastasia Bratschikowa, Russland, Martina Kuenz, Österreich und Aline Focken                                                                  |
| 2019 | 1.    | Asienmeisterschaft in Xi’an, China                       | bis 68 kg      | nach Siegen über Irina Kasjulina, Kasachstan, Jeong Eun-sun, Südkorea, Meerim Schumanasarowa, Kirgisistan und Zhou Feng, China                                                                           |

## Japanische Meisterschaften
| Jahr | Platz | Gewichtsklasse | Ergebnisse                                          |
| 2010 | 2.    | bis 67 kg      | nach einer Niederlage im Finale gegen Yoshiko Inoue |
| 2011 | 2.    | bis 67 kg      | nach einer Niederlage im Finale gegen Yoshiko Inoue |
| 2012 | 1.    | bis 67 kg      | nach einem Sieg im Finale über Chiaki Iijima        |
| 2013 | 1.    | bis 67 kg      | nach einem Sieg im Finale über Kayoko Kudo          |
| 2014 | 1.    | bis 69 kg      | nach einem Sieg im Finale über Kayoko Kudo          |
| 2015 | 1.    | bis 69 kg      | nach einem Sieg im Finale über Kasumi Utada         |
| 2016 | 1.    | bis 69 kg      | nach einem Sieg im Finale über Miwa Morikawa        |
| 2017 | 1.    | bis 68 kg      | vor Mai Hayakawa, Umi Fukushima und Chiaki Iijima   |
| 2018 | 1.    | bis 68 kg      | vor Rio Watari und Chiaki Seki                      |

Erläuterungen
- OS = Olympische Spiele, WM = Weltmeisterschaft
- alle Wettkämpfe im freien Stil